# Joseph McClean
Joseph Joe P. McClean (* 30. Juli 1935 in Liverpool) ist ein ehemaliger britischer Radrennfahrer und nationaler Meister im Radsport.

## Sportliche Laufbahn
McClean war Bahnradsportler und Teilnehmer der Olympischen Sommerspiele 1960 in Rom. Er startete in der Mannschaftsverfolgung. Der britische Vierer mit Barry Hoban, Mike Gambrill, Charlie McCoy und Joseph McClean schied in der Vorrunde aus.
Bei den Commonwealth Games 1962 startete er für England im Bahnradsport. 1961 wurde er hinter Barry Hoban Zweiter im Muratti Gold Cup, einem renommierten britischen Bahnradsportwettbewerb. In der nationalen Meisterschaft im Punktefahren 1962 wurde er Dritter.